# 지멘스 모빌리티
지멘스 모빌리티(Siemens Mobility GmbH)는 지멘스의 사업부 중 하나이다. 뮌헨에 전 세계 본사를 두고 있는 지멘스 모빌리티는 철도 기술 및 지능형 교통 시스템을 전담하는 모빌리티 관리, 철도 전철화, 차량, 고객 서비스 등 4개의 핵심 사업부를 가지고 있다.

## 역사
19세기 후반, 지멘스 앤 할스케가 레일을 통해 전력을 공급받는 열차를 공개한 세계 최초의 전기 열차와 회사의 비용으로 베를린에 2.5km 길이의 전기 트램 노선을 건설하여 세계 최초의 전기 트램과 같은 혁신은 교통 시스템에서 전력 사용을 확고히 했다.
그 후 몇 년 동안, 최초의 전기 트롤리버스, 광산 기관차, 유럽 대륙 최초의 지하철 (부다페스트에 위치)과 같은 발명품들은 트램과 지하철에서 오늘날의 고속 열차로의 길을 열었다.
지멘스는 티센크루프 및 트랜스래피드 인터내셔널과 함께 2002년 독일 총리 게르하르트 슈뢰더와 중국 총리 주룽지가 개통한 상하이 자기부상 열차를 건설한 독일 컨소시엄의 일원이었다. 이것은 세계 최초의 상업용 고속 자기부상 열차로, 시속 430km까지 운행하며 가장 빠른 상업 서비스를 제공하는 기록을 가지고 있다.
2012년 11월, 지멘스는 인벤시스 레일을 17억 파운드에 인수했다.
2017년 7월, 지멘스는 하노버에 본사를 둔 소프트웨어 회사 하콘을 인수하여 별도의 법인으로 관리할 것이라고 확인했다. 재정적인 세부 사항은 공개되지 않았다.
2017년 9월, 지멘스는 "철도 산업의 새로운 유럽 챔피언"을 창조할 목적으로 교통 부문을 알스톰과 합병하는 제안을 발표했다. 시멘스 알스톰이라는 이름으로 파리에 본사를 둔 통합 철도 사업은 180억 달러의 매출을 올리고 60개국 이상에서 62,300명의 직원을 고용할 예정이었다. 이는 프랑스와 독일 정부의 지원을 받아 중국의 CRRC의 성장에 대응하기 위한 조치로 여겨졌다. 그러나 2019년 2월, 유럽 위원회는 합병 진행을 불허했다.
2018년 9월 이노트랜스 기간 동안, 지멘스 모빌리티는 베를린에서 세계 최초의 무인 트램을 공개했는데, 이는 ViP 포츠담 교통회사와의 공동 연구 개발 프로젝트의 결과로 독일 포츠담 트램 네트워크의 6km 구간에서 시연되었다.

## 주요 지역
| 도시           | 국가           | 이미지 | 사업부문                  | 제품                                                                           | 참고          |
| -------------- | -------------- | ------ | ------------------------- | ------------------------------------------------------------------------------ | ------------- |
| 멜버른         | 오스트레일리아 |        | 모빌리티 관리             |                                                                                |               |
| 빈             | 오스트리아     |        | 차량                      | 지하철: Inspiro 및 New Tube for London 트램: Avenio VAL Viaggio Comfort        |               |
| 샤티용         | 프랑스         |        | 모빌리티 관리             | 지멘스 모빌리티 프랑스 (구 마뜨라 트랜스포트) VAL NeoVal                       |               |
| 베를린         | 독일           |        | 모빌리티 관리             |                                                                                |               |
| 브라운슈바이크 | 독일           |        | 모빌리티 관리             | Cenelec 철도 기술 및 IT/OT 보안                                                | [ 14 ]        |
| 에를랑겐       | 독일           |        | 철도 전철화 고객 서비스   | 디지털 서비스, 전철화 AC 및 DC 부품                                            |               |
| 크레펠트       | 독일           |        | 차량                      | 전동차 및 동력분산식 디젤 동차: Velaro, Desiro 및 Mireo                        | [ 15 ]        |
| 뮌헨 (알라흐)  | 독일           |        | 차량                      | 기관차: Vectron                                                                |               |
| 바르샤바       | 폴란드         |        | 모빌리티 지역 관리 차량   |                                                                                |               |
| 트레스 칸토스  | 스페인         |        | 모빌리티 관리             | 철도 기술                                                                      |               |
| 굴             | 영국           |        | 차량                      | 런던 지하철                                                                    |               |
| 링컨           | 영국           |        | 차량                      | 대차 서비스 센터 374형 벨라로 유로스타 e320 데지오 전동차/동력분산식 디젤 동차 | [ 16 ]        |
| 풀             | 영국           |        | 모빌리티 관리             | 철도 기술 및 통신 장비                                                         | [ 14 ] [ 17 ] |
| 치펀햄         | 영국           |        | 신호 설계 및 제조         | Westronic, Westcad, Westrace                                                   |               |
| 렉싱턴         | 미국           |        | 차량                      | 기관차: Charger, Sprinter 객차: Venture 철도 기술                              | [ 18 ] [ 19 ] |
| 루이빌         | 미국           |        | 모빌리티 관리             | AREMA 철도 기술                                                                | [ 14 ]        |
| 뉴욕           | 미국           |        | 모빌리티 관리 고객 서비스 | 철도 기술 디지털 서비스                                                        |               |
| 새크라멘토     | 미국           |        | 차량                      | 기관차: Charger, Sprinter 경전철 차량: S200, S700 객차: Venture                | [ 20 ] [ 21 ] |
| 다호드         | 인도           |        | 차량                      |                                                                                |               |

## 제품
기관차
- 벡트론
- 아시아러너
- 유로러너
- 유로스프린터
- E40 AG-V1 (E40AC)
- 코레일 8200호대
- NSB Di6
- NSB Di8
- 암트랙 시티 스프린터 (ACS-64)
- 차저
- SNCB Class 77
- VSFT G 322

전동차 및 동력분산식 디젤 동차
- ICx
- ÖBB 4011형
- ÖBB 4020형
- 벨라로 전동차
  - 유로스타 e320
  - TCDD HT80000
  - AVE 103형
  - CRH3
  - 삽산
- 미레오 전동차
- 데지오 전동차/동력분산식 디젤 동차
  - 데지오 더블 데크

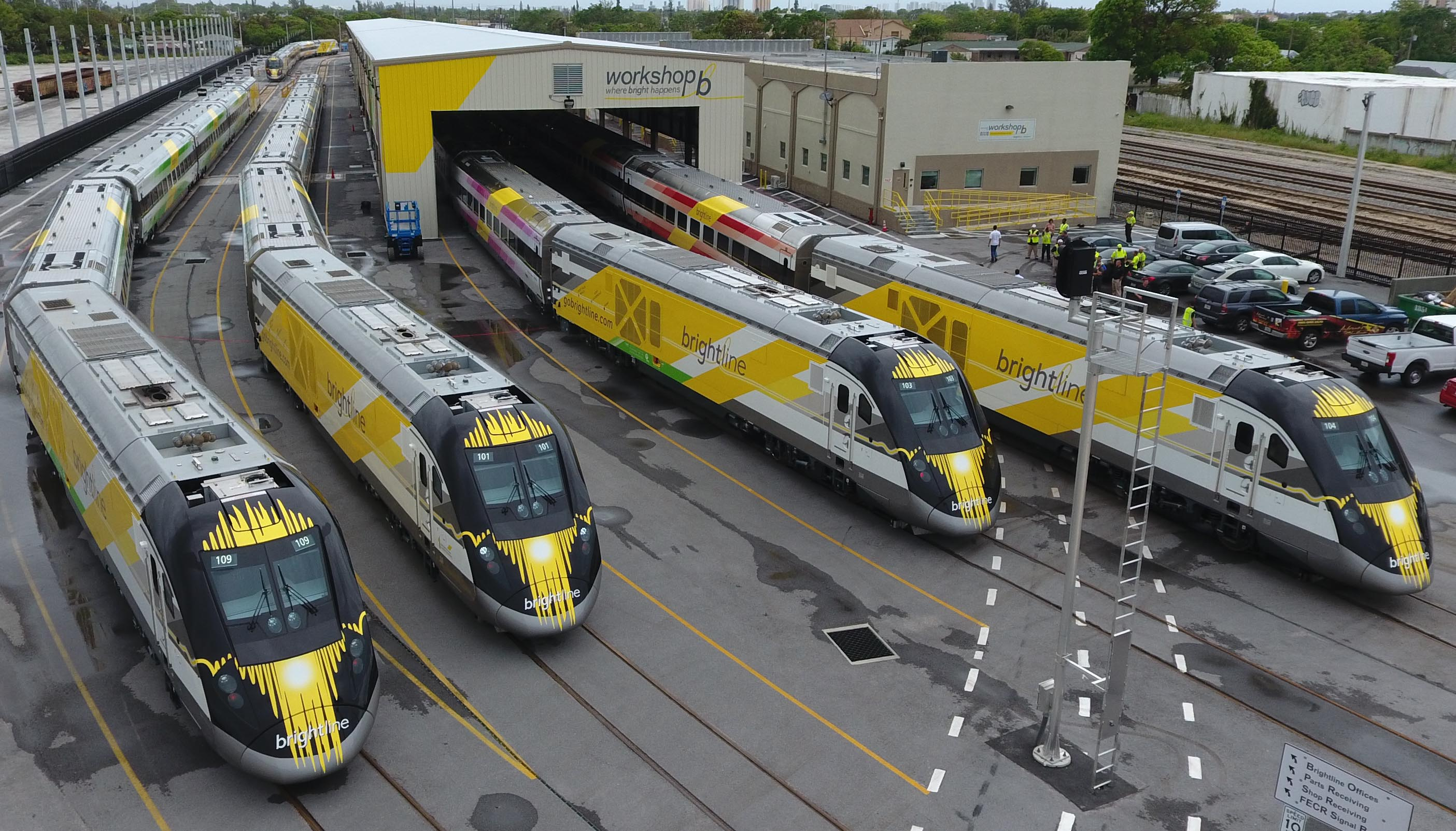
플로리다, 미국에서 지멘스 차저 기관차와 벤처 열차

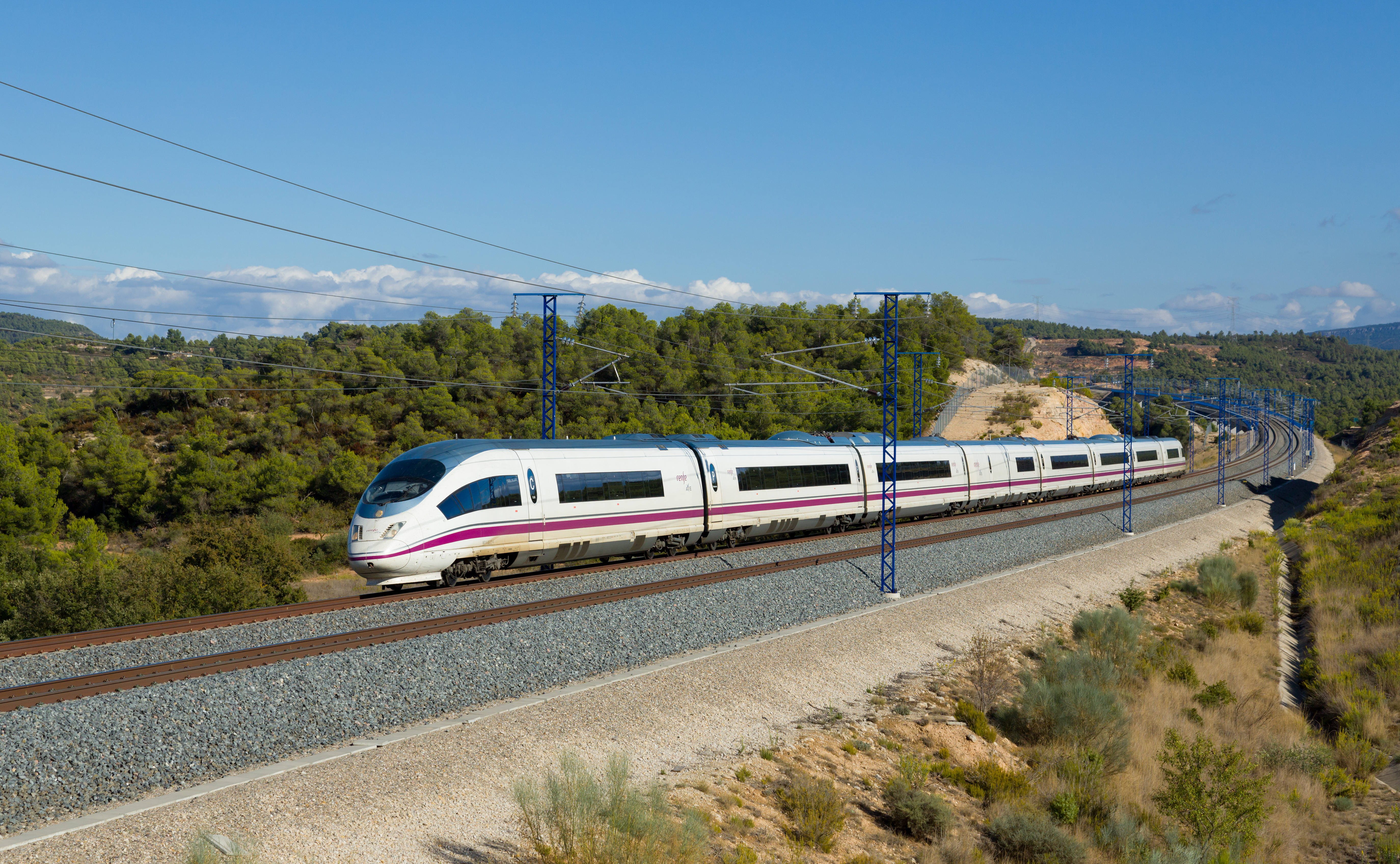
스페인에서 사용되는 벨라로 전동차

    - SBB-CFF-FFS RABe 514

  - 영국 철도 185형
  - 영국 철도 350형
  - 영국 철도 360형
  - 영국 철도 380형
  - 영국 철도 444형
  - 영국 철도 450형
  - 영국 철도 700형
  - 영국 철도 707형
  - 영국 철도 717형
- 영국 철도 332형 동차 - 차체는 CAF에서 제작
- 영국 철도 333형 동차 - 차체는 CAF에서 제작
- 넥사스

객차
- 벤처
- 비아조 클래식
- 비아조 컴포트
- 비아조 라이트
- 지멘스 비아조 넥스트 레벨
- 비아조 트윈 - 2층 객차

경전철/트램

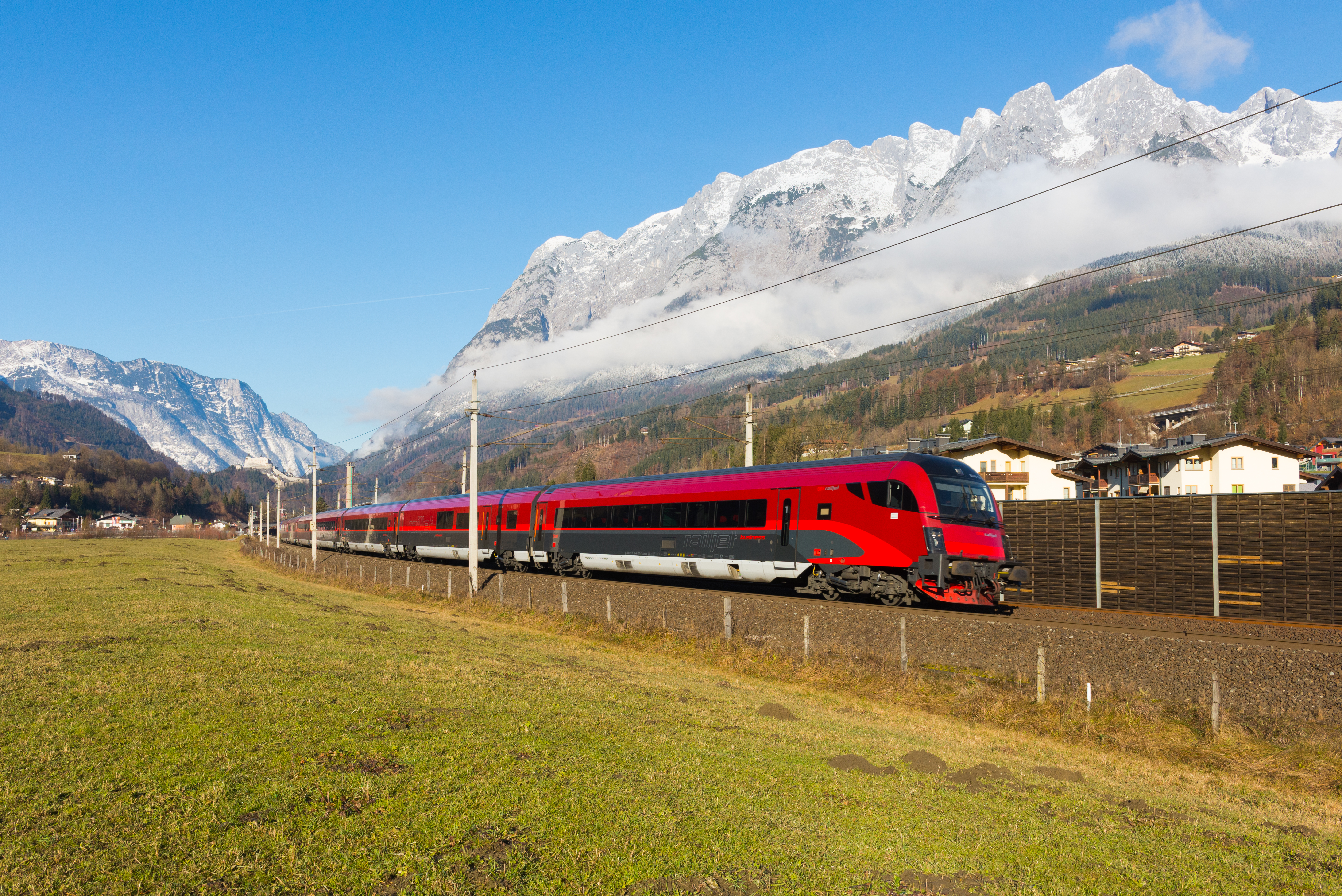
오스트리아의 비아조 컴포트 열차

미국 캘리포니아 샌디에이고의 S700 경전철 차량

- 북미 1세대/프랑크푸르트 지하철: U2
- 북미 2세대: SD-100/SD-160, SD-400/SD-460, SD660
- 북미 3세대: S200, S700/S70/아반토
- 아베니오
- 콤비노
- 초저상 트램
- P2000

피플 무버
- VAL 시리즈 - 마뜨라로부터 인수
  - VAL 208 - CDGVAL, 렌 지하철, U 노선, 토리노 지하철에서 사용
  - VAL 206 - 오를리발, 툴루즈 지하철에서 사용
  - AIRVAL - 수완나품 공항에서 사용

지하철
- 싱가포르 MRT 지멘스 C651
- 모듈러 메트로
- 인스피로
- 트렌 우르바노 - 맞춤형 열차

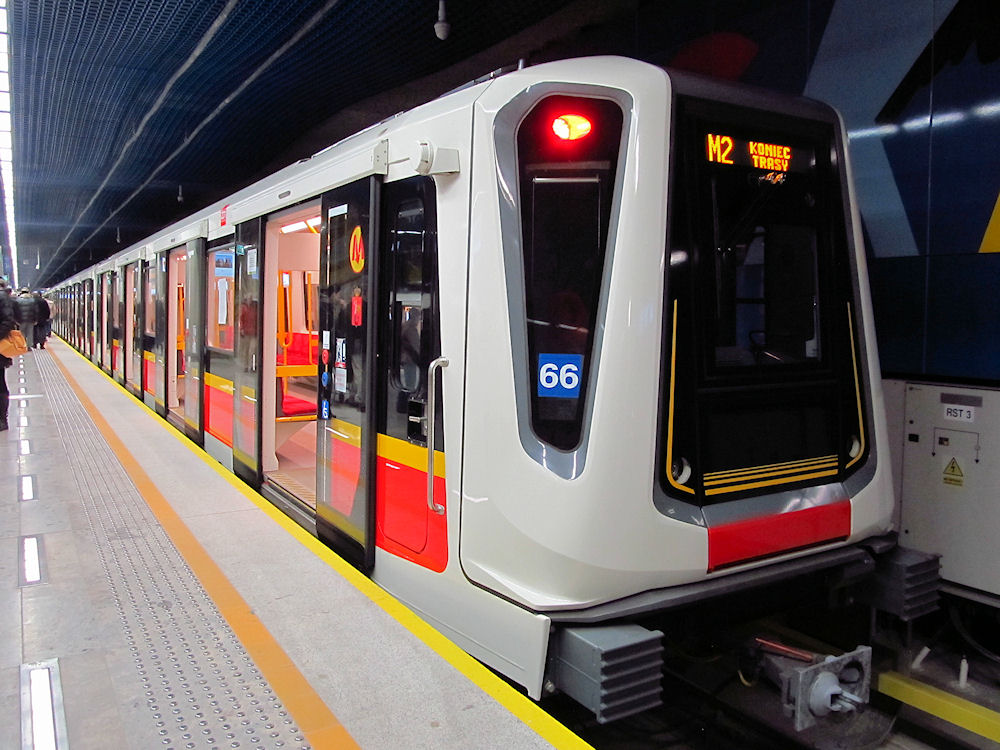
폴란드 바르샤바의 Inspiro 지하철 차량

- 블루 라인 (MBTA) - 0700 시리즈
- 타이베이 첩운 C321
- 타이베이 첩운 C341
- 오슬로 지하철 OS MX3000

자기부상열차
- 트랜스래피드 (상하이)

철도 신호

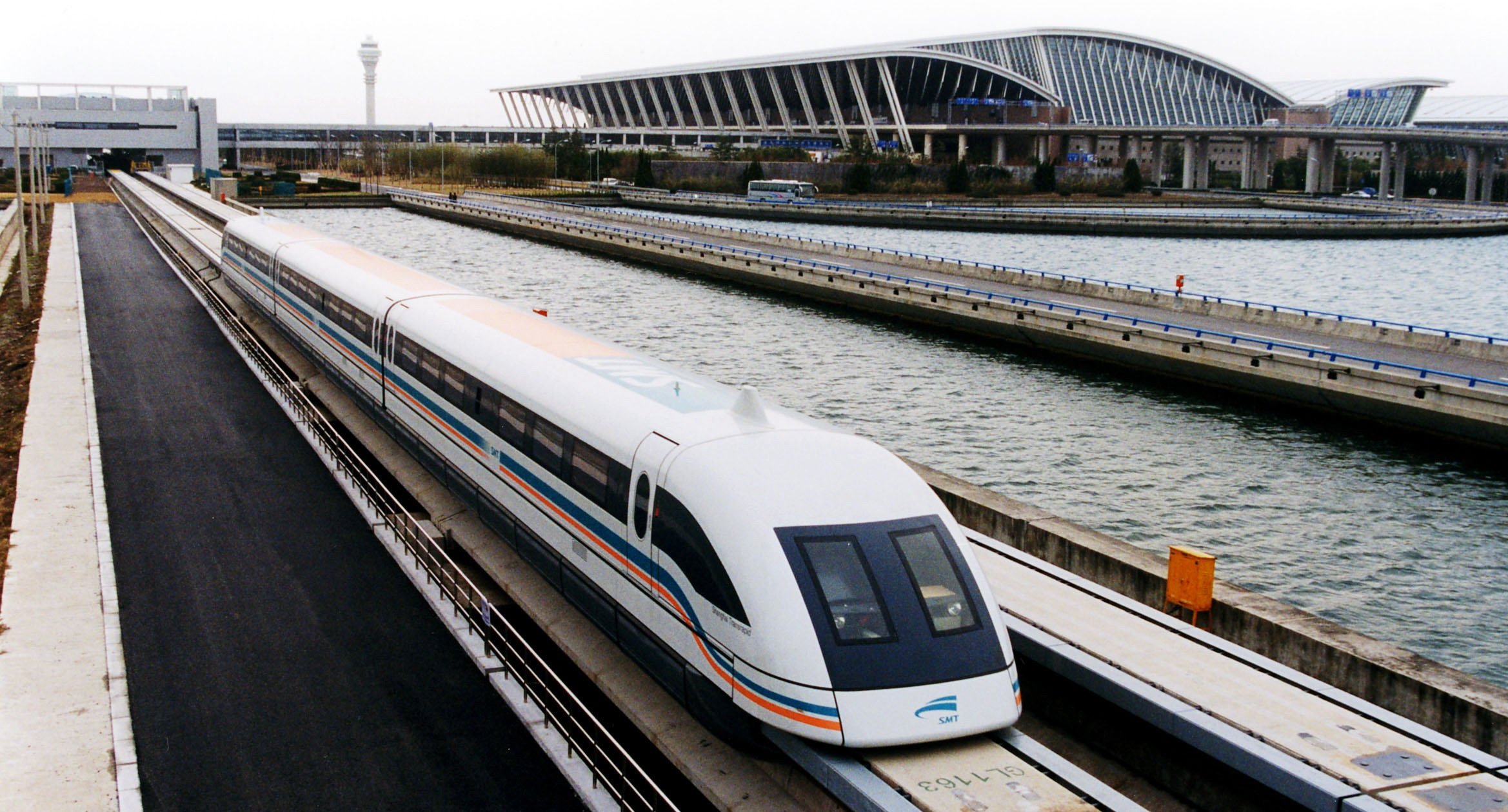
상하이 푸동 국제공항의 트랜스래피드 자기부상열차

- 트레인 가드 MT - CBTC 기반의 신호 폐색 시스템

디지털 서비스
- 데이터 캡처 유닛 (DCU) - 보안 연결[22]
- 레일리전트 (CS) - 데이터 분석[23]
- 레일 몰 (CS) - 예비 부품 전자상거래
- 복합 운송 솔루션 (IMS) - 승객 앱 (계획 및 전자 티켓)

참고
일부 R160 차량에는 지멘스 추진 시스템이 설치되었다. 이는 뉴욕 지하철이 R143 차량에서 추진 시스템 변형을 테스트한 후 이루어졌다.

## 같이 보기
경쟁사:
- 알스톰
- CAF
- 중국중차
- 일렉트로모티브 디젤
- GE 트랜스포테이션
- 히타치 레일
- 현대로템
- 긴키 차량
- 슈타들러 레일
- 탈고